# Кристијан Прешути
Кристијан Прешути (итал. Christian Presciutti; Венеција, 27. новембар 1982) је италијански ватерполиста. У прошлој сезони играо је за италијански клуб АН Бреша. Са репрезентацијом Италије освојио је Светско првенство у ватерполу 2011. у Шангају.